# Stewart Granger (baloncestista)
Stewart Francis Granger (Montreal, Quebec, 27 de octubre de 1961) es un exjugador de baloncesto canadiense que disputó 3 temporadas de la NBA, además de jugar en la CBA, en la USBL y en la liga sueca. Con 1,90 metros de estatura, jugaba en la posición de base.

## Trayectoria deportiva

### Universidad
Jugó durante 4 temporadas con los Wildcats de la Universidad Villanova, en las que promedió 10,5 puntos y 4,8 asistencias por partido. Es en la actualidad es segundo mejor pasador de la historia de la universidad, con 595 asistencias.

### Profesional
Fue elegido en la vigesimocuarta posición del 1983 por Cleveland Cavaliers, donde jugó una temporada como suplente de World B. Free, en la que promedió 4,5 puntos y 2,4 asistencias. Al año siguiente fue traspasado a Atlanta Hawks junto con John Garris a cambio de Johnny Davis, donde únicamente jugó 9 partidos antes de ser despedido.
Decidió entonces irse a jugar a la CBA, jugando dos temporadas con los Sarasota Stingers y los Maine Windjammers, para pasar posteriormente a la USBL, al equipo de Wildwood Aces, con el que se ganó un puesto en el mejor quinteto de la liga. En la temporada 1986-87 firmó un par de contratos de 10 días con los New York Knicks, jugando 15 partidos en los que promedió 3,3 puntos y 1,8 asistencias. Tras dos temporadas más en la USBL, acabaría su carrera deportiva en el Alvik Stockholm de la liga sueca. En el total de su corta carrera en la NBA promedió 4,0 puntos y 2,2 asistencias.

## Estadísticas de su carrera en la NBA

### Temporada regular
| Temporada | Edad | Equipo              | Liga | P  | TIT | MIN  | TC  | TCA | %TC  | 3P  | 3PA | %3P  | TL  | TLA | %TL  | R.OF. | R.DEF. | REB | ASIS | ROB | TAP | PER | FP  | PTS |
| 1983-84   | 22   | Cleveland Cavaliers | NBA  | 56 | 13  | 13.2 | 1.7 | 4.0 | .429 | 0.1 | 0.2 | .308 | 0.9 | 1.3 | .757 | 0.1   | 0.8    | 1.0 | 2.4  | 0.4 | 0.0 | 1.0 | 1.7 | 4.5 |
| 1984-85   | 23   | Atlanta Hawks       | NBA  | 9  | 1   | 10.2 | 0.7 | 1.9 | .353 | 0.0 | 0.1 | .000 | 0.4 | 0.9 | .500 | 0.1   | 0.6    | 0.7 | 1.3  | 0.2 | 0.0 | 1.3 | 1.4 | 1.8 |
| 1986-87   | 25   | New York Knicks     | NBA  | 15 | 0   | 11.1 | 1.3 | 3.6 | .370 | 0.0 | 0.2 | .000 | 0.6 | 0.7 | .818 | 0.4   | 0.7    | 1.1 | 1.8  | 0.5 | 0.1 | 1.5 | 1.1 | 3.3 |
| Total     |      |                     | NBA  | 80 | 14  | 12.5 | 1.5 | 3.7 | .414 | 0.1 | 0.2 | .235 | 0.8 | 1.1 | .742 | 0.2   | 0.8    | 1.0 | 2.2  | 0.4 | 0.0 | 1.1 | 1.6 | 4.0 |